# 브라질 중앙은행
브라질 중앙은행(포르투갈어: Banco Central do Brasil)은 브라질의 중앙은행이다. 1964년 12월 31일에 설립되었다.
그 은행은 현재 자율적인 어떤 부처와도 연결되어 있지 않다. 다른 중앙은행들과 마찬가지로, 브라질 중앙은행은 브라질의 주요 통화 기관이다. 통화신용국(SUMOC), 브라질 은행, 국고 등 3개 기관이 설립하면서 이 권한을 부여받았다.
브라질 통화 정책의 주요 수단 중 하나는 SELIC 금리라고 불리는 브라질 중앙은행의 하룻밤 금리이다. 그것은 은행의 금융통화위원회에서 관리한다.
이 은행은 금융포용 정책 추진에 적극적이며 금융포용동맹의 주도적인 회원이다. 또한 마야 선언에 따라 금융 포함에 대한 구체적인 국가적 약속을 하는 것은 원래 17개 규제 기관 중 하나이다. 2011년 멕시코에서 열린 글로벌 정책 포럼에서.
2021년 2월 24일부터 연방정부로부터 독립한다.

## 중앙은행의 독립
2020년 11월 3일, 중앙은행의 독립 법안은 56표 대 12표로 상원을 통과했다.
그리고 2021년 2월 10일, 브라질 대의원에서 자이르 보우소나루 대통령의 제재에 따라 찬성 339표, 반대 114표로 가결되어 2021년 2월 24일 179호 보완법이 제정되었다.
2021년 2월 24일 보완법 제179호로, 새로운 조직 구조를 얻는 것 외에 자율화되었다.

## 같이 보기
- 브라질 헤알